# NGC 1647
NGC 1647 is een open sterrenhoop in het sterrenbeeld Stier. Het hemelobject ligt 1800 lichtjaar van de Aarde verwijderd en werd op 15 februari 1784 ontdekt door de Duits-Britse astronoom William Herschel.

## Synoniemen
- OCL 457